# Enrico Ceccato (rugbista 18 gennaio 1986)
Enrico Ceccato (Venezia, 18 gennaio 1986) è un ex rugbista a 15 italiano, in carriera attivo nel ruolo di tre quarti centro del Mogliano con cui vinse lo scudetto 2012-13.

## Biografia
Veneziano, all'età di otto anni si avvicinò alla disciplina del rugby nel Mogliano, disputando tutte le categorie con i colori biancoblù prima di esordire in prima squadra all'età di 19 anni nella stagione di serie A 2005-06, quando il club era noto come San Marco dopo la fusione avvenuta con il Rugby Silea.
Al termine della stagione 2009-10 centrò la promozione in Eccellenza, disputando le semifinali scudetto nel 2011-12 ed esordendo nelle competizioni europee la stagione successiva.
Nel 2012-13 vinse lo scudetto con il Mogliano laureandosi campione d’Italia, dopo aver preso parte a tutte le gare della stagione regolare e dei play-off.
Successivamente, militò nelle file del club per altre tre stagioni sportive, approdando tutti gli anni alle semifinali scudetto. Nel 2013-14 venne inserito nella lista dei permit palyer delle Zebre impegnate in Pro12, scendendo in campo in occasione del match contro gli Ospreys.
Nell'estate 2016 decise di ritirarsi dal rugby giocato.

## Palmarès
- Campionati italiani: 1
Mogliano: 2012-13